# Violència sexual a la comunitat LGTBIQ+
Els membres de la comunitat LGTBIQ+ s'enfronten a taxes de violència sexual iguals o més elevades a les de la població general (persones no LGTBIQ+). Aquesta violència sexual és comesa per persones no LGTBIQ+ (en forma de delicte d'odi) i també per altres persones de la comunitat. Una enquesta realitzada pels Centres per al Control i la Prevenció de Malalties (en anglès, Centers for Disease Control and Prevention) va demostrar que les persones que s'identifiquen com a lesbianes, gais i bisexuals tenen una prevalença igual o més alta d'experimentar IPV (intimate partner violation) (en català, violència per part de la parella íntima), VS (violència sexual) i assetjament en comparació als que s'identifiquen com heterosexuals. La diferència entre els resultats de les persones heterosexuals i de les persones de la comunitat LGTBIQ+ es deu als seus diferents estàndards socials. Com a comunitat, les persones LGTBIQ+ s'enfronten a índexs més elevats de pobresa, estigma i marginació, fet que les posa en major risc de patir violència sexual.
Els resultats de l'enquesta foren:
- El 44% de les lesbianes i el 61% de les dones bisexuals pateixen violacions, violència física o assetjament per part d'una parella íntima, en comparació amb el 35% de les dones heterosexuals.
- El 26% dels homes gais i el 37% dels homes bisexuals pateixen violacions, violència física o assetjament per part d'una parella íntima, en comparació amb el 29% dels homes heterosexuals.
- El 46% de les dones bisexuals han estat violades, en comparació amb el 17% de les dones heterosexuals i el 13% de les lesbianes
- El 22% de les dones bisexuals han estat violades per una parella íntima, en comparació amb el 9% de les dones heterosexuals
- El 40% dels homes gais i el 47%  dels homes bisexuals han patit violència sexual diferent de la violació, en comparació amb el 21% dels homes heterosexuals.[7]

Les persones transgènere i les dones bisexuals s'enfronten als índexs més alarmants de violència sexual de totes les altres persones que conformen tota la comunitat LGBTQ+. Entre aquestes dues poblacions, la violència sexual comença aviat, sovint durant la infància.
- Gairebé la meitat (48%) de les dones bisexuals supervivents de violació van experimentar la seva primera violació entre els 11 i els 17 anys.
- L'enquesta «U.S. Transgender Survey» realitzada l'any 2015 va descobrir que el 47% de les persones transgènere pateixen agressions sexuals en algun moment de la seva vida.[7][8]

## Efectes de la violència sexual
Els efectes que una persona de la comunitat LGBTQ+ experimenta en patir una violència sexual poden ser diferents dels que pateix una persona que no pertany a la comunitat. Les persones LGTBIQ+ poden enfrontar-se a reptes diferents o addicionals (dificultat per accedir a les forces legals o mèdiques, dificultats amb l'aplicació de la llei, ...).
Alguns dels efectes que una víctima pot experimentar són:
1. Desig de ser cregut
2. Sentiment de culpa o vergonya
3. Sensació de soledat
4. Algunes persones podrien creure (erròniament) que la violència sexual no afecta els membres LGBTQ+.
5. Dificultat d'identificar-se com un supervivent
6. És difícil comunicar-ho a algú si encara no has parlat amb amics o familiars sobre la teva identitat de gènere o orientació sexual. És possible que la víctima se senti menys capaç d'explicar l'agressió sexual.
7. Possibilitat de no trobar suport en algunes comunitats religioses.

## Obstacles que els members LGTBIQ+ han d'enfrontar
Un gran problema que experimenten les persones de la comunitat LGTBIQ+ és que han d'enfrontar més obstacles a l'hora de denunciar una violència sexual respecte a les persones no LGTBQ+. Un dels obstacles més grans que han d'enfrontar és que quan demanen ajuda alguns proveïdors de serveis poden considerar poc important que el motiu de l'acte de violència sexual es degui a un delicte d'odi (relacionat amb la seva orientació sexual o identitat de gènere).
Un altre gran problema és que molts d'ells tindrien por de denunciar perquè temen el rebuig de la seva comunitat o temen que siguin etiquetats com a autors. Això es deu al gran estigma que té la comunitat LGBTQ+ quan es tracta de violència sexual. Un altre problema, com s'ha dit anteriorment, és que molts membres de la comunitat tenen por de denunciar perquè es revelaria la seva orientació sexual i/o identitat de gènere i la gent els jutjaria i els tractaria de manera diferent. Finalment, però no menys important, l'accés a l'ajuda i el suport no és igual per a tothom. Les persones transgènere s'enfronten a més barreres que ningú a la comunitat perquè moltes vegades els proveïdors de serveis, com el personal d'acollida per a víctimes de violència sexual, no reconeixen i afirmen la seva identitat sexual.

## El sistema educatiu en matèries LGBTQ+ i violència sexual
Cada país és diferent, cada sistema educatiu és únic i, fins i tot, cada escola i professor ho són. La situació al voltant de la comunitat LGBTQ+ i la violència sexual a les escoles de tot el món és generalment dolenta i escassa. La majoria de les escoles no són espais segurs per a joves queer. Només el fet que a 71 països del món ser LGBTQ+ sigui un delicte, i en 11 una amenaça vital és impossible sentir-se segur i benvingut a l'escola, o fins i tot parlar-ne. A més, la violència sexual i la comunitat queer encara són temes tabú en moltes societats, cosa que fa que sigui impossible situar-lo en qualsevol lloc al voltant dels nens i l'educació.

### Estats Units
Els Estats Units d'Amèrica és un dels països socialment més poderosos del món, amb diverses lleis contra la violació, l'assetjament i els delictes d'odi. El problema és que les lleis educatives entre d'altres les fa l'estat. Això vol dir que cada govern estatal té les seves. La majoria d'estats tenen algun tipus de llei contra l'assetjament i l'abús sexual, però algunes no són específiques creant confusió i caos quan el delicte d'odi està fet/comés específicament per algun tret com la raça, l'ètnia, la sexualitat, el gènere... Amb la violència sexual passa el mateix, moltes vegades l'administració de l'escola no sap com gestionar-ho i no acaba en res concret (ni tan sols en una denúncia policial). Però el problema en realitat està en el currículum (en els coneixements que s'ensenyen), ja que aquests temes no es tracten en cap material escolar públic, convertint-lo en tabú i fins i tot normalitzant aquestes actituds.

#### LGTBIQ+
Segons un estudi realitzat per la GLSEN l'any 2018, les persones LGTBIQ+ tenen entre dues o tres vegades més probabilitats de patir assetjament i, quan això succeeix, és més probable que el seu cas sigui ignorat o mal gestionat pel personal de l'escola. De fet, més de 2.500 professors no se senten còmodes intervenint amb l'assetjament sexual i la identitat de gènere ni tan sols parlant de sexualitat a classe. A més, per a aquells que volen ajudar, hi ha una gran manca de formació i ajuda administrativa per crear professors educats en la matèria i oferir experts. La creació d'espais segurs a tot el país continua sent una necessitat i un objectiu primordial per a moltes famílies, professors i defensors dels drets LGBTQ+.

#### Violència sexual
Arran d'un estudi realitzat per la NSVRC, als Estats Units, es va descobrir que una de cada cinc dones ha patit una violació o un intent de violació a la seva via. Una de cada tres ho va experimentar entre els 11 i els 17 anys. Una de cada quatre dones estudiant de grau universitat pateix algun tipus de violència sexual durant la seva etapa universitària. Més de 700.000 dones són violades cada any. Només el 25% dels casos es denuncien a la policia.

#### El departament d'Educació dels EUA
Aquest departament recopila cada any dades de drets civils sobre qüestions d'abús sexual a les escoles d'infants (kindergarten) fins a la secundària. L'any 1972 el departament d'educació va crear una cosa anomenada «Títol IX», una llei de drets civils que prohibeix la discriminació per sexe a qualsevol escola o servei finançat pel govern.
L'última actualització d'aquesta llei requeria una resposta adequada a possibles futurs assetjaments sexuals. L'actualització obliga que les escoles avisin sempre els pares, els tutors i el coordinador designat per la llei. També permet a qualsevol persona denunciar qualsevol cas d'assetjament sexual, discriminació sexual, fins i tot abús verbal o escrit. Requereix que tots els coordinadors del Títol IX estiguin degudament formats, així com el personal de l'escola.
L'estudi va trobar que entre 2017 i 2018 hi va haver 14.938 incidents de violència sexual, 14.152 casos d'agressions sexuals. I que entre el 2015 i el 2018 els incidents de violació o intents de violació van augmentar un 99%.
Quan es tracta polítiques que afecten els cursos posteriors trobem que a l'etapa universitària se suposa que cada universitat ha de crear les seves pròpies lleis. Algunes universitats com la Universitat d'Iowa ofereixen classes d'autodefensa, d'altres com la Universitat d'Oregon fan que tots els estudiants de primer any vegin una obra anomenada «No es pot violar» (en anglès. It can’t be raped). Però també hi ha els que s'han centrat més a crear lleis sobre el consentiment, lleis com la «just yes means yes», de les següents universitats: Universitat de Minnesota, Texas A&M University, Universitat de Virgínia, Universitat d'Indiana i la Universitat de New Hampshire.
Moltes universitats estan començant a crear programes, espais segurs per a les víctimes i formar futurs metges, infermeres i professors sobre com actuar sempre que s'enfronten a una víctima de violència sexual als seus llocs de treball.
Un estudi realitzat per «The Sexual Health Initiative to Foster Transformation» a la Universitat de Colúmbia i al Barnard College va revelar que el 22% dels participants van experimentar algun tipus de contacte sexual no desitjat. El nombre més gran d'incidents van ser contra dones heterosexuals, mentre que les taxes van ser més altes entre els estudiants LGBTQ+. A més, el 12% dels participants masculins van declarar haver patit algun tipus d'agressió sexual.

### Finlàndia
Aquest país nòrdic és mundialment conegut per ser un dels millors països pel que fa a la qualitat de vida, justícia social i educació. Finlàndia va ser un dels primers països a legalitzar les persones LGBTIQ+ l'any 1971 i avui compta amb una de les societats més obertes de suport a la comunitat LGBTIQ+. Pel que fa als drets de les dones, Finlàndia va ser el primer país europeu a aprovar el dret de vot de les dones (1906). L'actual sistema educatiu finlandès es va crear l'any 1970 i no ha canviat des d'aleshores. El sistema es basa en la igualtat i la col·locació de les necessitats del nen al centre.

#### LGTBIQ+
Tot i ser considerat un dels països més igualitaris, Riikka Taavetti, seminarista de la Universitat de Hèlsinki, parla d'unes 1.600 persones que estudien la situació dels joves LGBTIQ+. Demostrant que els estudiants queer no van sortir tan bé com els seus homòlegs/companys cis-hetero. Taavetti també explica com les escoles encara promouen els estereotips de gènere tradicionals, com els lavabos segregats per gènere. I insta a tots els professors a fer actes petits però significatius: lavabos i vestidors de gènere neutre, ús de paraules de gènere neutre...
Tot i que aquesta és la realitat de l'escola de Finlàndia des del 2017, les autoritats finlandeses van crear una directriu per impulsar als centres a millorar la diversitat de gènere, deixant enrere els rols de gènere tradicionals. De fet, la principal organització de drets LGBTIQ+ del país ha proporcionat un manual perquè els professors l'utilitzin per a una educació igualitària.
El fet que Finlàndia hagi creat normes oficials d'igualtat de gènere i sexual, diu molt sobre la preocupació nacional de les autoritats per un país amb igualtat social.

#### Violència sexual
Davant la creença popular sobre Finlàndia, vista com a feminista i espai segur per a dones i noies joves, la veritat és que, tot i que la violació i l'assetjament són totalment il·legals i estan penats amb anys a la presó, la taxa de violència sexual entre les dones i adolescents finlandeses ha augmentat en els últims anys. De fet, els casos han augmentat des del 2000 (579 violacions i 504 agressions sexuals) fins al 2018 (1393 violacions 1373 agressions sexuals). Els adolescents i les noies joves són, de fet, els més propensos a ser assetjats. S'estima que nou nenes i tres nens són víctimes d'algun tipus de violència sexual.
Tot i la crisi creixent, les escoles públiques han intentat situar programes, protocols i fer de les classes un espai segur on parlar de qualsevol matèria, especialment en assignatures com Filosofia i Ciències Socials.
Així, malgrat que algunes notícies mostren a professors agressors, les escoles i els mitjans de comunicació intenten donar veu a aquesta realitat dient la veritat i educant amb consciència (no explicant com reduir les possibilitats de ser agredits, sinó educant per no agredir).

### Espanya
Després de la dictadura viscuda a Espanya durant quaranta anys, aquest país ha fet molts canvis socials. Molta gent, fins i tot, el considera un dels països més feministes i inclusius amb la comunitat LGBTIQ+ del món. Però pel que fa a l'educació, tot i que el sistema públic espanyol és exaltat per molts professionals de l'escola mundial, cal recordar que no fa ni cent anys la meitat de la població espanyola encara era analfabeta, i això continua afectant la generació actual (en menor mesura, és clar). De fet, el sistema encara és realment tradicional, centrat principalment en les notes, la memorització i les proves estandarditzades, donant poc o nul espai al pensament crític i a les qüestions socials.

#### LGTBIQ+
Un estudi realitzat per la Red Iberoamericana de Educación (LBTI) sobre l'assetjament escolar en matèria de gènere i sexualitat, expressa que aquest és patit per un 23% dels alumnes, un 14,43% a través d'Internet i un 7,72% a través del telèfon mòbil. Tres de cada quatre estudiants diuen haver vist i escoltat abusos escolars contra la identitat sexual i de gènere (el 6,4% d'aquests han patit violència física). De tots els estudiants que han estat víctimes d'assetjament escolar, el 43% han pensat en el suïcidi i el 17% l'han intentat.
Les lleis escolars són implementades principalment per les autoritats de les comunitats autònomes. Alguns tenen lleis específiques contra tot l'assetjament LGBTIQ+ (Andalusia, Canàries, Navarra, País Basc, Catalunya, Galícia, Extremadura i Múrcia), altres per a alguns tipus específics d'assetjament LGBTIQ+ (Aragó, País Valencià i Castella i Lleó), i la resta directament no tenen cap llei específica contra l'assetjament LGBTIQ+.
Més enllà, de la falta de seguretat que les autoritats donen als nens queer fora de l'escola, en algunes comunitats és fins i tot impossible estar segur a classe. El partit d'extrema dreta Vox, que governava a Múrcia i Andalusia, va proposar una política educativa anomenada «Pin Parental». Aquesta mesura fa que tots els centres escolars informin i enviïn autoritzacions a tots els pares sobre les xerrades i activitats extraescolars impartides per un professor no escolar. Això dona tot el poder als pares. Si els pares no volen que el seu fill assisteixi a una xerrada o activitat, el nen no pot anar-hi. Sense deixar espai a la veu i la moral dels seus fills. El «pin parental» afecta els nens queer i a l'acceptació de la comunitat LGBTIQ+ ja que moltes d'aquestes xerrades addicionals tracten sobre sexualitat, feminisme i diversitat. Un acte que en realitat va en contra de la Constitució espanyola i dels drets internacionals de la infància. «La moral dels pares no pot estar en l'educació de cap fill» article 27.

#### Violència sexual
Espanya podria ser considerada com a país pioner en drets i seguretat dels infants. Compta amb fortes polítiques envers el maltractament infantil. Una mesura implantada recentment garanteix la seguretat dels joves i adolescents contra tota mena d'abús (assetjament físic, en línia, ...) i augmenta la conscienciació, la protecció i la compensació (indemnització en cas de patir-ne). També augmenta fins als cinquanta-cinc anys l'edat en què les persones que van patir abusos sexuals quan eren infants poden denunciar el seu cas.
A Espanya, parlar d'abús sexual, assetjament... depèn de cada escola i professor. La realitat és que els menors pateixen gairebé la meitat de les denúncies anuals d'abús sexual, la majoria comesa pels seus propis professors. Després d'un estudi realitzat l'any 2020 per la Fundació ANAR, el 3,7% dels maltractaments infantils són comesos pels professors i el 13,2% dels abusos ocorren a l'escola.
Cada any es denuncien centenars de casos, però només uns pocs reben l'atenció real de les autoritats i els mitjans. Són ben pocs els casos que arriben al coneixement de la societat (és a dir, que són mostrats als mitjans). La resta acaben arxivats o sense contar.